# Lagarosiphon
Lagarosiphon é um género botânico de plantas aquáticas pertencente à família Hydrocharitaceae. Pode ser encontrado na porção continental sul da África e em Madagáscar.